# Stine Ballisager Pedersen
Stine Ballisager Pedersen (* 3. Januar 1994 in Vellev) ist eine dänische Fußballspielerin, die seit 2025 beim Bundesligisten FC Bayern München unter Vertrag steht. Die Abwehrspielerin ist Co-Kapitänin der dänischen Nationalmannschaft, wo sie ein fester Bestandteil des Kaders ist.

## Karriere

### Vereine
Ballisager spielte von 2012 bis 2016 für den IK Skovbakken. Mit dem Verein belegte sie in der Elitedivisionen als beste Platzierung den dritten Platz in den Spielzeiten 2013/14 und 2015/16, was nicht zur Teilnahme an der Champions League reichte. Im Pokalwettbewerb schied sie mit IK stets im Viertelfinale aus. 2013 wurde sie als dänisches „Talent des Jahres“ ausgezeichnet. Nach fünf Jahren in Skovbakken wechselte sie im Sommer 2017 zum VSK Aarhus, verließ Aarhus aber zu Beginn der Spielzeit 2018 und gelangte zu Vålerenga Oslo. Nach dem sechsten Platz 2018 wurde die Spielzeit 2019 als Zweiter der Meisterschaft abgeschlossen, für Vålerenga die bis dahin beste Platzierung. 2020 gelang mit dem Verein das Double (Meisterschaft und Vereinspokal). Im Wettbewerb der Champions League 2021/22 schied sie mit ihrer Mannschaft nach zwei Erstrundensiegen in der zweiten Runde nach zwei Niederlagen gegen den BK Häcken aus und verpassten die erstmals ausgetragene Gruppenphase. Sie wurde in allen vier Spielen über 90 Minuten berücksichtigt. Für Vålerenga Oslo bestritt sie bis zum Ende der Spielzeit 2023 wettbewerbsübergreifend 134 Pflichtspiele.
Nach zwei einjährigen Auslandsstationen bei Kansas City Current und beim AC Florenz wurde sie am 19. Mai 2025 für die Saison 2025/26 vom Bundesligisten FC Bayern München verpflichtet und mit einem bis zum 30. Juni 2027 datierten Vertrag ausgestattet.

### Nationalmannschaften
Am 3. und 5. März 2009 bestritt sie ihre ersten beiden Länderspiele für die U17-Nationalmannschaft; das zweimalige Kräftemessen mit der U17-Nationalmannschaft Schwedens endete 0:4 und 2:1. Ende März kam sie anschließend in zwei der drei Spiele der zweiten Qualifikationsrunde für die U17-EM 2009 zum Einsatz. Die Däninnen konnten sich als Gruppendritte jedoch nicht für die Endrunde qualifizieren. Ende Juni/Anfang Juli nahm sie mit der U16-Nationalmannschaftt am altersbezogenen Turnier um den Nordic-Cup in Schweden teil, das als Letztplatzierter beendet wurde.
Im Oktober 2009 nahm sie mit der U17-Nationalmannschaft an der ersten Qualifikationsrunde für die U17-EM 2010 teil, die die Däninnen als sechstbester Gruppenzweiter erfolgreich abschlossen. In der zweiten Qualifikationsrunde im April 2010 scheiterten die Däninnen am späteren Europameister Spanien. Im Juli nahm sie mit der U16-Nationalmannschaft erneut am Turnier um den Nordic-Cup teil, diesmal in ihrer Heimat. Im Oktober 2010 und April 2011 nahm sie dann an beiden Qualifikationsrunden für die U17-EM 2011 teil. Während sie mit ihrer Mannschaft die erste Runde in einem Turnier in Ungarn mit drei Siegen als Gruppensieger abschloss und sie beim 6:0 gegen die U17-Nationalmannschaft Moldawiens ihr erstes Länderspieltor erzielte, konnte ihre Mannschaft in der zweiten Runde den Heimvorteil nicht nutzen und verloren das letzte entscheidende Spiel gegen die U17-Nationalmannschaft Deutschlands mit 0:3; zugleich ihr letztes Länderspiele in dieser Altersklasse.
Am 23. und 25. August 2011 bestritt sie ihre ersten beiden Länderspiele für die U19-Nationalmansnchaft in der Schweiz, die mit 3:0 und 0:2 gegen die Schweizerinnen endeten. Im September nahm sie dann mit der Mannschaft an der ersten Qualifikationsrunde für die U19-EM 2012 teil, die sie bei einem Turnier in Lettland mit drei Siegen erfolgreich abschlossen. In der zweiten Qualifikationsrunde im April 2012 in Serbien belegten sie zwar hinter der Heimmannschaft nur den zweiten Platz, waren als bester Gruppenzweiter aber dennoch für die Endrunde qualifiziert. Bei der Endrunde in der Türkei überstanden sie die Gruppenphase mit drei 1:0-Siegen, verloren dann jedoch im Halbfinale gegen den späteren Europameister Schweden mit 1:3. Auch die Qualifikation für die U19-EM 2013 verlief erfolgreich und beim 5:0-Sieg gegen die U19-Nationalmannschaft der Slowakei erzielte sie am 22. Oktober 2012 in der ersten Qualifikationsrunde ihre bisher einzigen Länderspieltore. 2013 nahm sie damit zum zweiten Mal an einer U19-EM-Endrunde teil. In Wales konnten sie allerdings nur das erste Spiel gegen die Gastgeberinnen gewinnen, verloren aber die beiden anderen Gruppenspiele gegen England und Frankreich, so dass sie als Gruppendritte ausschieden. Damit endete ihre Zeit als Juniorennationalspielerin, in der sie insgesamt 61 Einsätze bestritten hatte.
Bereits am 16. Dezember 2012 hatte sie bereits ihren ersten Einsatz in der A-Nationalelf, als sie im Gruppenspiel beim Vier-Nationen-Turnier in Brasilien gegen die gastgebende Nationalmannschaft zur zweiten Halbzeit für Christina Ørntoft eingewechselt worden war. Auf ihren nächsten Einsatz musste sie dann aber elf Monate warten: Im dritten Spiel der Qualifikation für die WM 2015 gegen die Nationalmannschaft Maltas spielte sie von Beginn an und bis zur 60. Minute, in der sie ausgewechselt wurde. Danach kam sie in zwei Begegnungen der U23-Nationalmannschaft zum Einsatz, die das am 10. August 2016 und das am 10. September 2017 in Freundschaft ausgetragene Länderspiel gegen die U23-Nationalmannschaft Finnlands mit 5:1 und 2:0 gewann.
Im Juni 2017 wurde sie für die EM-Endrunde 2017 nominiert. In dieser kam sie jedoch nicht zum Einsatz. Erst im Januar 2019 wurde sie wieder eingesetzt und danach in allen Spielen des Jahres. Im EM-Qualifikationsspiel gegen die Nationalmannschaft Bosnien und Herzegowinas erzielte sie am 4. Oktober auch ihr erstes A-Länderspieltor. In der erfolgreich verlaufenen Qualifikation wurde sie in acht Begegnungen eingesetzt. Auch in den ersten acht Spielen der erfolgreichen Qualifikation für die WM 2023 wurde sie eingesetzt. Nach dem Ausschluss der Nationalmannschaft Russlands wegen des völkerrechtswidrigen Überfalls auf die Ukraine standen die Däninnen vorzeitig als WM-Teilnehmerinnen fest, an der sie zuletzt 2007 teilgenommen hatten.
Am 16. Juni wurde sie für die EM-Endrunde nominiert. Während der EM wurde sie in allen drei Gruppenspielen eingesetzt. Nach den Niederlagen gegen die Nationalmannschaften Deutschlands und Spaniens sowie einem Sieg gegen die Nationalmannschaft Finnlands schieden die Däninnen als Gruppendritte aus.
Am 30. Juni wurde sie für die WM-Endrunde in Australien und Neuseeland nominiert, wurde in drei der vier Spiele ihres Teams eingesetzt und schied mit der Mannschaft im Achtelfinale gegen die Australierinnen aus.
Da erstmals das Abschneiden bei der WM für die europäischen Teams nicht entscheidend für die Qualifikation für das olympische Fußballturnier 2024 war, hatten die Däninnen noch die Chance sich über die Nations League 2023/24 für die Spiele in Paris zu qualifizieren. Die Däninnen konnten auch im ersten Spiel den härtesten Konkurrenten Deutschland mit 2:0 bezwingen, verloren aber nach drei weiteren Siegen gegen die anderen Gruppengegner das Rückspiel in Deutschland mit 0:3 und auch das letzte Heimspiel gegen die Nationalmannschaft Islands. Damit verpassten sie als Gruppenzweiter das Final Four Turnier, in dem um zwei Olympiatickets gespielt wurde. Pedersen kam in den sechs Spielen zum Einsatz und verpasste dabei keine Minute.
Am 20. Juni 2025 wurde sie für die EM-Endrunde nominiert. Sie kam bei den drei Niederlagen der Däninnen zum Einsatz, nach denen diese ausschieden.

## Erfolge/Auszeichnung
Nationalmannschaft
- Finalist Europameisterschaft 2017 (ohne Einsatz)
- Tournoi de France-Zweiter 2023

Vålerenga Oslo
- Norwegischer Meister 2020
- Norwegischer Pokalsieger-Sieger 2020, 2021

Individuell
- Talent des Jahres 2013[13]
- Fußballerin des Jahres in Dänemark 2022